# Space Truckers
Pour plus de détails, voir Fiche technique et Distribution.
Space Truckers est un film américano-britannico-irlandais réalisé par Stuart Gordon et sorti en 1997.

## Synopsis
Au XXIIe siècle, l'Homme a conquis une grande partie du système solaire et les transports de marchandises entre les colonies sont assurés par des convoyeurs spécialisés, les Spaces Truckers. L'un d'eux, le vieux routier John Canyon, accepte de transporter jusque sur Terre une cargaison douteuse, qui s'avère bientôt être une armée invincible de robots-guerriers particulièrement destructeurs, sur laquelle leur créateur, un scientifique déchu devenu le chef mi-homme mi-machine d'un équipage de pirates de l'espace, veut remettre la main.

## Fiche technique
- Titre : Space Truckers
- Réalisation : Stuart Gordon
- Scénario : Stuart Gordon et Ted Mann
- Musique : Colin Towns
- Costumes : John Bloomfield
- Effets spéciaux : Brian Johnson
- Pays de production :  États-Unis,  Royaume-Uni,  Irlande
- Genre : Comédie de science-fiction
- Durée : 97 minutes
- Date de sortie :
  - États-Unis : avril 1997

## Distribution
- Dennis Hopper : John Canyon
- Stephen Dorff : Mike Pucci
- Debi Mazar : Cindy
- Charles Dance : Nabel / Macanudo
- Vernon Wells : M. Cutt
- George Wendt : Keller
- Seamus Flavin : Chopper 4
- Jason O'Mara : Chopper 3
- Tim Loane : Trooper Officer
- Ian Beattie : Trooper
- Olwen Fouéré : Building Commander
- Shane Rimmer : E.J. Saggs
- Roger Gregg : Tank Patrol
- Dennis Akayama : Tech Leader